# Criel-sur-Mer
Criel-sur-Mer est une commune française située dans le département de la Seine-Maritime en région Normandie.

## Géographie

### Géologie et relief
Victimes de l'érosion côtière, les falaises de craie sont régulièrement rognées, obligeant les autorités à interdire les constructions, voire à exproprier les résidents que le recul de la falaise, plus d'un mètre par an, met désormais en péril (loi Barnier 1995).
Ainsi, 11 maisons menacées par l'érosion ont été démolies en 2006 rue du Chewington. D'autres ont été démolies rue des Vikings (2014), rue Gontran-de-Malartic (2023) et une douzaine d'autres devraient être détruites dans les 20 prochaines années selon le maire de la commune.
La préfecture de Seine-Maritime a publié en 2025 une cartographie des zones de danger à 100 ans liées au recul du trait de côte, classant la commune de Criel-sur-Mer parmi les plus menacées.

### Communes limitrophes
Les communes limitrophes sont  Flocques, Petit-Caux, Saint-Martin-le-Gaillard, Saint-Rémy-Boscrocourt et Touffreville-sur-Eu.

### Hydrographie
La commune est située dans le bassin Seine-Normandie. Elle est drainée par l'Yeres,.
L'Yères, d'une longueur de 40 km, prend sa source dans la commune de Aubermesnil-aux-Érables et se jette dans la Manche sur la commune, après avoir traversé 14 communes. Les caractéristiques hydrologiques de l'Yères sont données par la station hydrologique située sur la commune de Touffreville-sur-Eu. Le débit moyen mensuel est de 2,77 m3/s. Le débit moyen journalier maximum est de 10,5 m3/s, atteint lors de la crue du 28 avril 2001. Le débit instantané maximal est quant à lui de 12,5 m3/s, atteint le 26 décembre 1999.

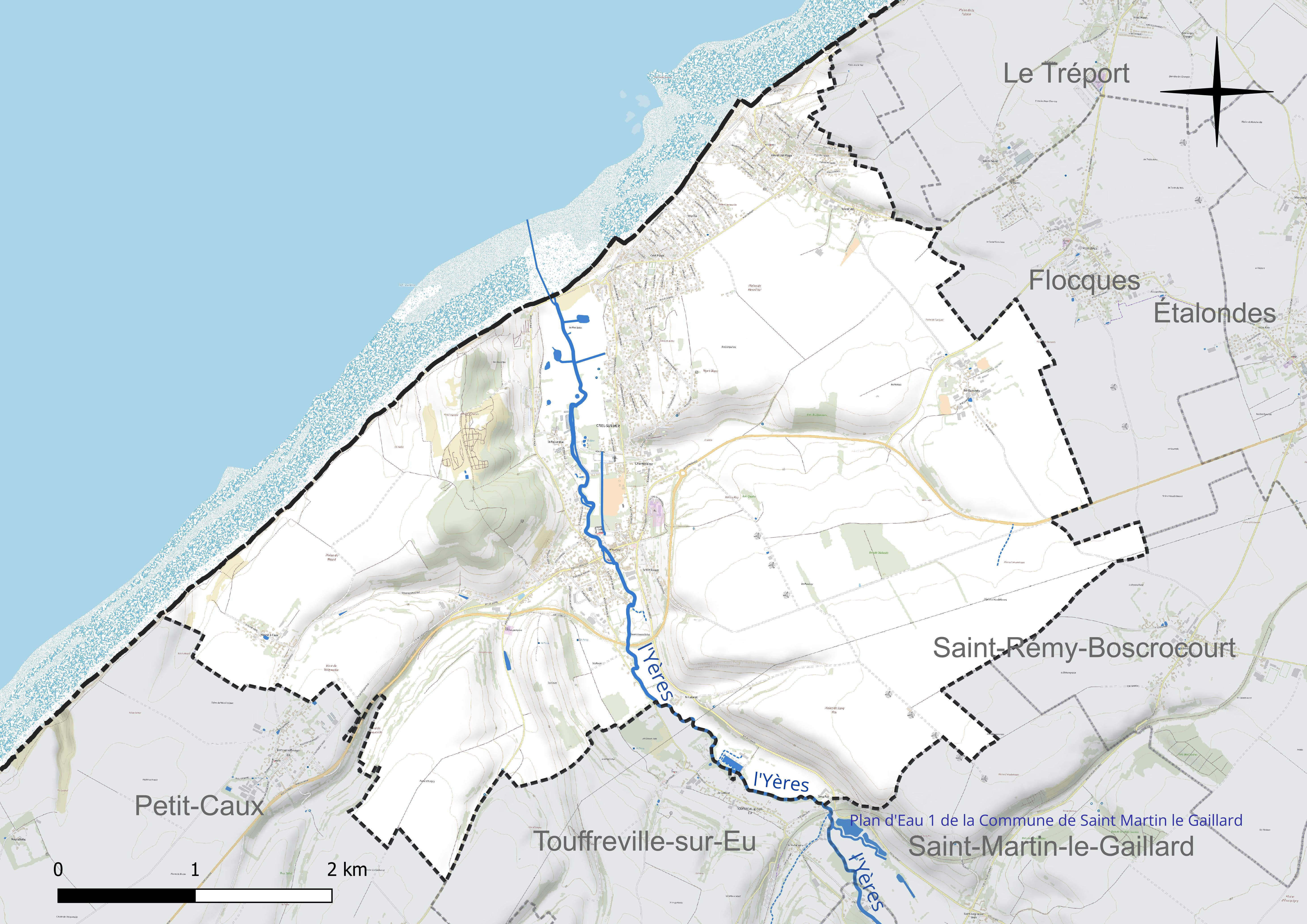
Réseau hydrographique de Criel-sur-Mer.

### Climat
Pour des articles plus généraux, voir Climat de la Normandie et Climat de la Seine-Maritime.
En 2010, le climat de la commune est de type climat océanique franc, selon une étude du CNRS s'appuyant sur une série de données couvrant la période 1971-2000. En 2020, Météo-France publie une typologie des climats de la France métropolitaine dans laquelle la commune est exposée à un climat océanique et est dans la région climatique Côtes de la Manche orientale, caractérisée par un faible ensoleillement (1 550 h/an) ; forte humidité de l’air (plus de 20 h/jour avec humidité relative > 80 % en hiver), vents forts fréquents. Parallèlement le GIEC normand, un groupe régional d’experts sur le climat, différencie quant à lui, dans une étude de 2020, trois grands types de climats pour la région Normandie, nuancés à une échelle plus fine par les facteurs géographiques locaux. La commune est, selon ce zonage, exposée à un « climat maritime », correspondant au Pays de Caux, frais, humide et pluvieux, légèrement plus frais que dans le Cotentin.
Pour la période 1971-2000, la température annuelle moyenne est de 10,7 °C, avec une amplitude thermique annuelle de 12,4 °C. Le cumul annuel moyen de précipitations est de 831 mm, avec 12,7 jours de précipitations en janvier et 8,4 jours en juillet. Pour la période 1991-2020, la température moyenne annuelle observée sur la station météorologique la plus proche, située sur la commune de Dieppe à 20 km à vol d'oiseau, est de 11,3 °C et le cumul annuel moyen de précipitations est de 805,2 mm,. Pour l'avenir, les paramètres climatiques de la commune estimés pour 2050 selon différents scénarios d'émission de gaz à effet de serre sont consultables sur un site dédié publié par Météo-France en novembre 2022.

### Milieux naturels et biodiversité

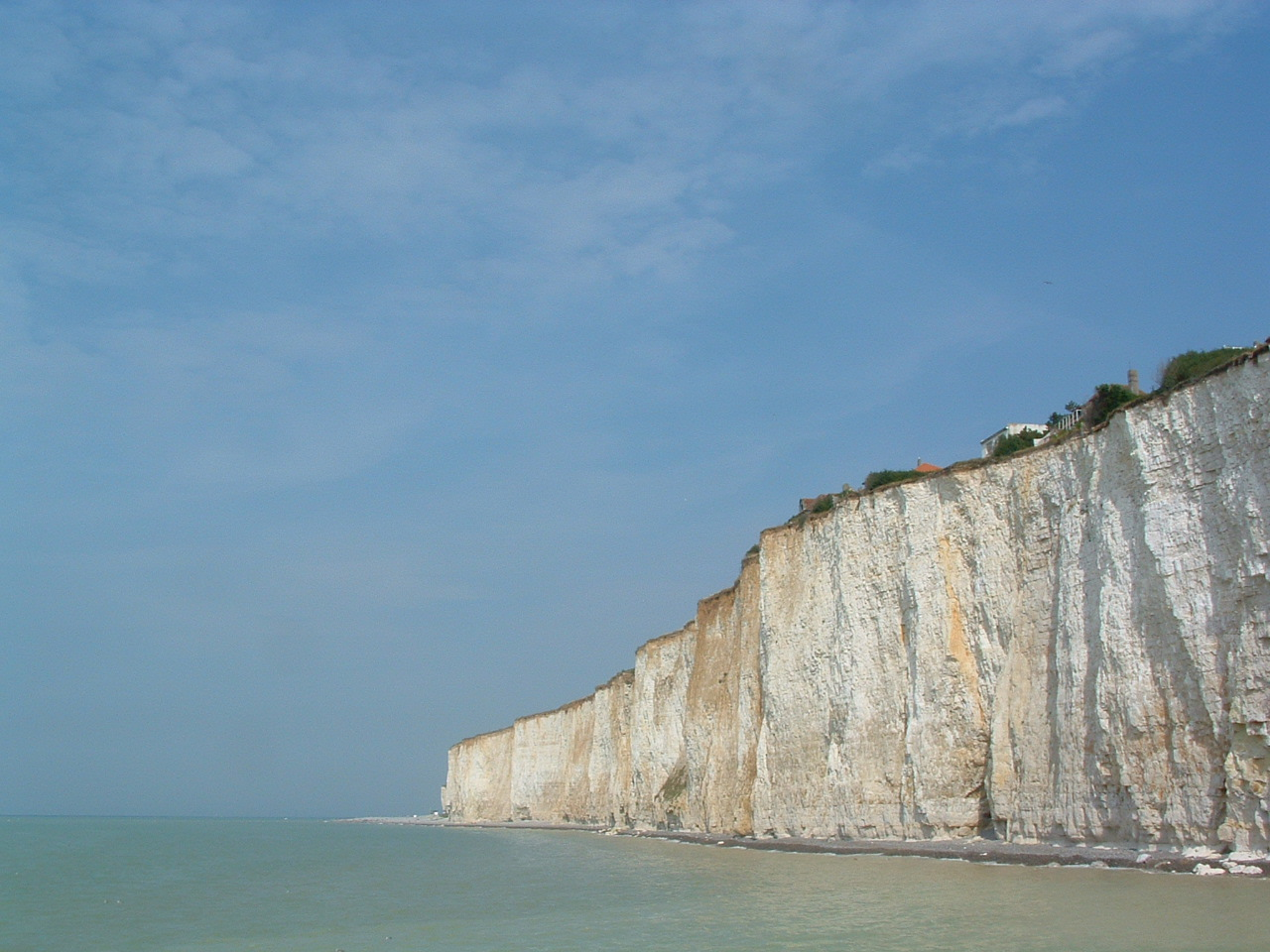
Falaises vues depuis la plage.

L'érosion côtière impose des travaux (construction d'épis) plus ou moins efficaces depuis les années 1960. Depuis les années 1990, les falaises sont l'objet d'une surveillance sévère. Une partie de la commune, notamment des falaises et des zones humides, a été classée Zone Naturelle d’Intérêt Écologique, Floristique et Faunistique ou ZNIEFF. La basse vallée de l'Yères est classée en ZNIEFF de type 1, tandis que le mont Joli Bois est classé, lui en zone de type 2.

## Urbanisme

### Typologie
Au 1er janvier 2024, Criel-sur-Mer est catégorisée bourg rural, selon la nouvelle grille communale de densité à sept niveaux définie par l'Insee en 2022.
Elle appartient à l'unité urbaine de Criel-sur-Mer, une unité urbaine monocommunale constituant une ville isolée,. Par ailleurs la commune fait partie de l'aire d'attraction d'Eu, dont elle est une commune de la couronne,. Cette aire, qui regroupe 26 communes, est catégorisée dans les aires de moins de 50 000 habitants,.
La commune, bordée par la Manche, est également une commune littorale au sens de la loi du 3 janvier 1986, dite loi littoral. Des dispositions spécifiques d’urbanisme s’y appliquent dès lors afin de préserver les espaces naturels, les sites, les paysages et l’équilibre écologique du littoral, tel le principe d'inconstructibilité, en dehors des espaces urbanisés, sur la bande littorale des 100 mètres, ou plus si le plan local d’urbanisme le prévoit.

### Occupation des sols

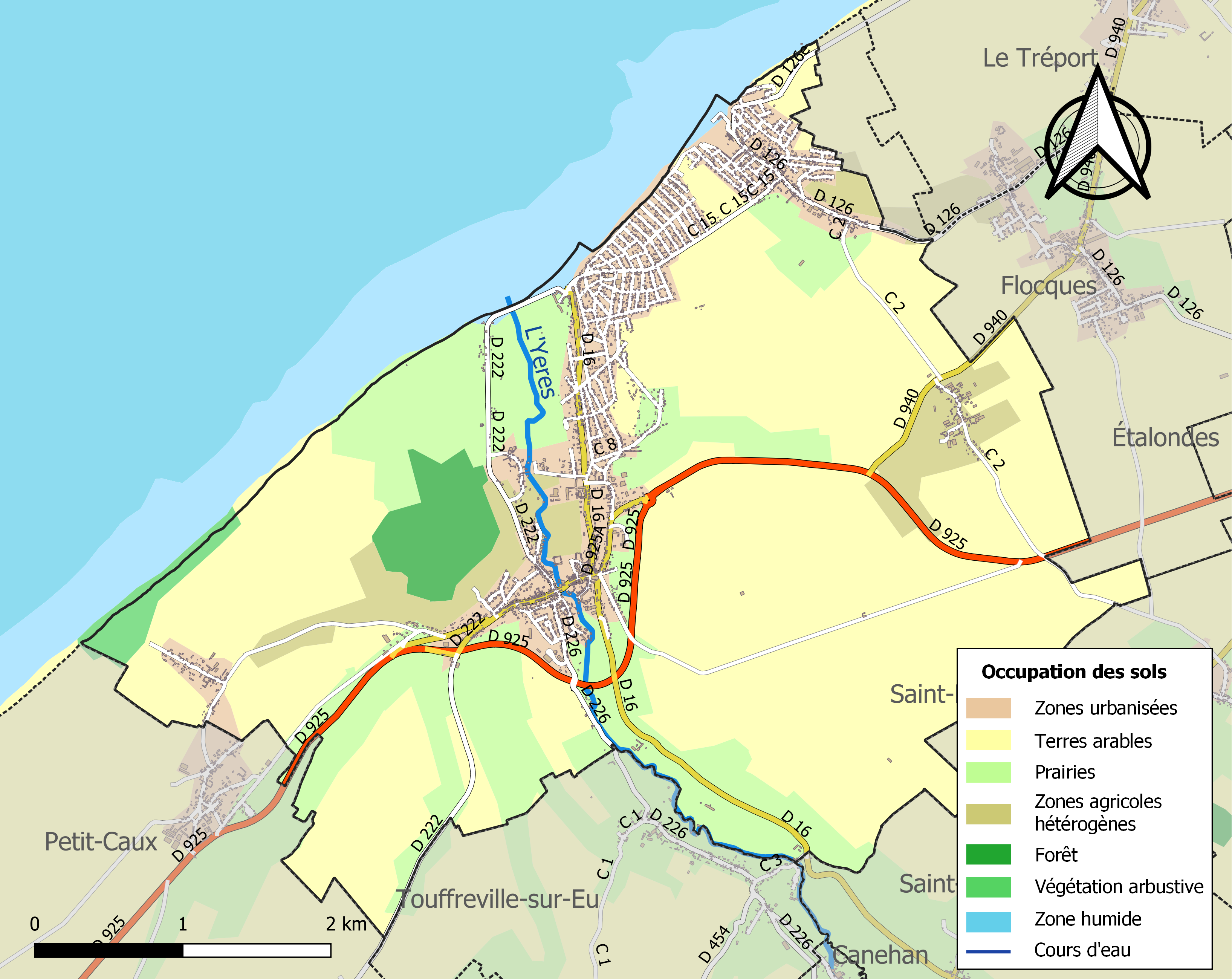
Carte des infrastructures et de l'occupation des sols de la commune en 2018 (CLC).

L'occupation des sols de la commune, telle qu'elle ressort de la base de données européenne d’occupation biophysique des sols Corine Land Cover (CLC), est marquée par l'importance des territoires agricoles (83,6 % en 2018), en diminution par rapport à 1990 (84,8 %). La répartition détaillée en 2018 est la suivante : 
terres arables (56,7 %), prairies (20,8 %), zones urbanisées (11,9 %), zones agricoles hétérogènes (6,1 %), forêts (2,6 %), milieux à végétation arbustive et/ou herbacée (1,2 %), zones humides côtières (0,7 %). L'évolution de l’occupation des sols de la commune et de ses infrastructures peut être observée sur les différentes représentations cartographiques du territoire : la carte de Cassini (XVIIIe siècle), la carte d'état-major (1820-1866) et les cartes ou photos aériennes de l'IGN pour la période actuelle (1950 à aujourd'hui).

### Morphologie urbaine
Criel-sur-Mer s’est développée de part et d'autre de la vallée de l’Yères jusqu’à son embouchure. Les hameaux ruraux du Quesnay, de Mesnil-Val et de Mesnil-à-Caux dans l’arrière-pays se consacrent à l’agriculture ; le centre du bourg, autour de la rue de la Libération, abrite les commerces, les principales administrations et l’église, tandis que les activités touristiques de la station balnéaire sont concentrées autour de la plage de galets et sur le plateau jusqu’au vallon de Mesnil-Val.

### Habitat et logement
En 2018, le nombre total de logements dans la commune était de 2 502, alors qu'il était de 2 375 en 2013 et de 2 134 en 2008.
Parmi ces logements, 50,3 % étaient des résidences principales, 43,9 % des résidences secondaires et 5,8 % des logements vacants. Ces logements étaient pour 84 % d'entre eux des maisons individuelles et pour 15,1 % des appartements.
Le tableau ci-dessous présente la typologie des logements à Criel-sur-Mer en 2018 en comparaison avec celle de la Seine-Maritime et de la France entière. Une caractéristique marquante du parc de logements est ainsi une proportion de résidences secondaires et logements occasionnels (43,9 %), très supérieure à celle du département (3,9 %) et à celle de la France entière (9,7 %), qui correspond à sa réalité de commune balnéaire et touristique. Concernant le statut d'occupation de ces logements, 73,8 % des habitants de la commune sont propriétaires de leur logement (73,6 % en 2013), contre 53 % pour la Seine-Maritime et 57,5 % pour la France entière.
| Typologie                                               | Criel-sur-Mer | Seine-Maritime | France entière |
| ------------------------------------------------------- | ------------- | -------------- | -------------- |
| Résidences principales (en %)                           | 50,3          | 88             | 82,1           |
| Résidences secondaires et logements occasionnels (en %) | 43,9          | 3,9            | 9,7            |
| Logements vacants (en %)                                | 5,8           | 8,1            | 8,2            |

## Toponymie
Le nom de la localité est attesté sous les formes Criolii, Criolio, Criolium vers 1059, Criel en 1715 (Frémont), Criel ou Creil en 1788, Criel-sur-Mer en 1953.

## Histoire

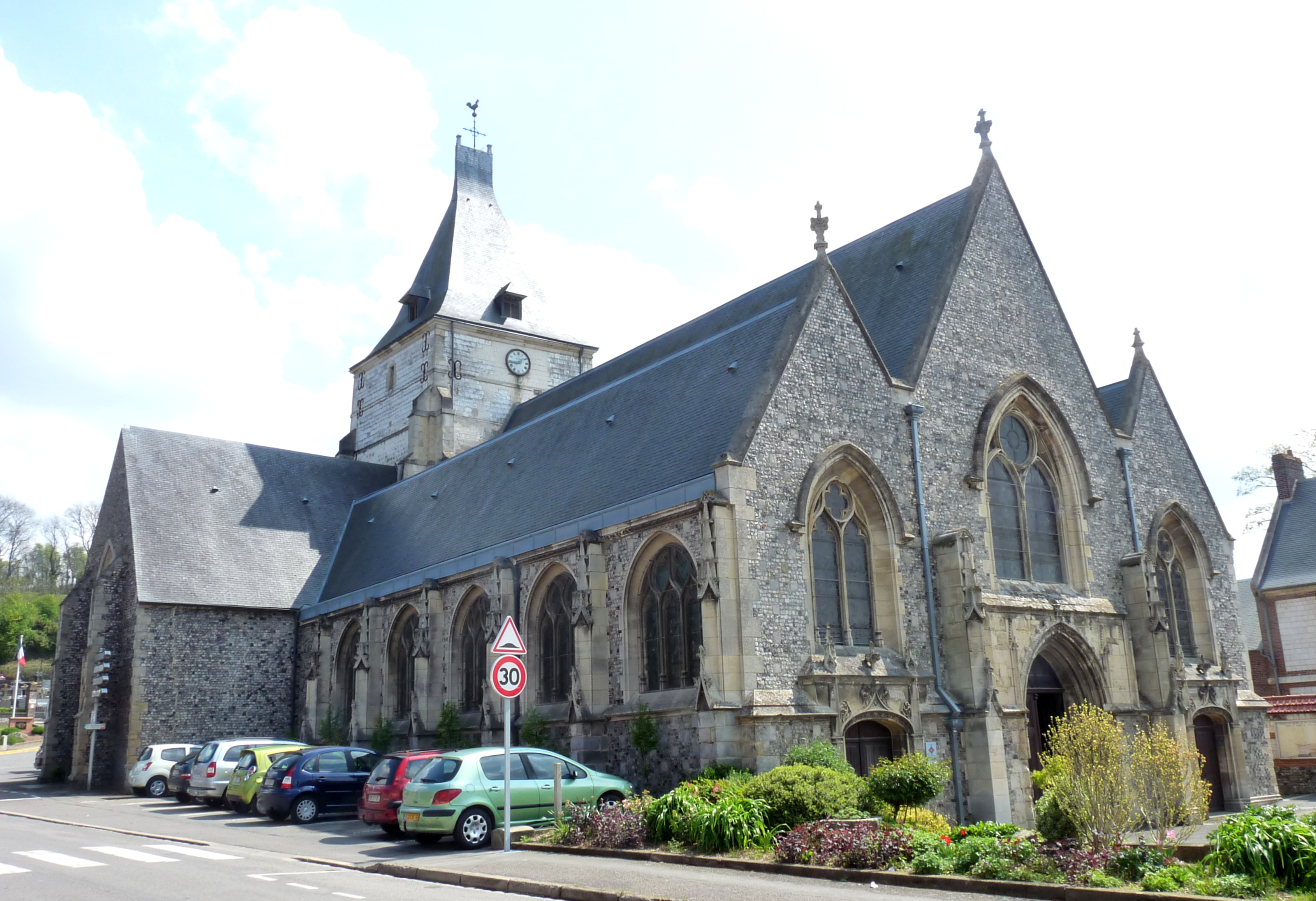
Église Saint-Aubin de Criel-sur-Mer.

Au XIXe siècle, un archéologue amateur, l'abbé Cochet, retrouve les traces d'un site gallo-romain. Chef-lieu de canton sous la Révolution, Criel reste essentiellement un village de pêcheurs et d'agriculteurs jusqu'à l'arrivée du chemin de fer en 1872. L'existence d'une gare permet de développer l'exploitation des galets et l'implantation de deux stations balnéaires élégantes, l'une à l'embouchure de l'Yères et l'autre à Mesnil-Val. C'est la grande époque des stations balnéaires normandes qui servent de prototype au Balbec de Marcel Proust : Trouville, Cabourg, Deauville, Dieppe. En 1902, Criel prend le nom de Criel-sur-Mer.
Le casino disparaît au cours d'une tempête en 1914. La station ne survit pas à la Première Guerre mondiale, et le tourisme ne reprend son essor qu'avec l'avènement des congés payés en 1936.
Le 24 juillet 1940, le Meknès, paquebot transportant des militaires français, est torpillé devant Criel par une vedette allemande. Sur les 1 300 hommes à bord, 420 périssent. Certains sont inhumés localement. Une plaque commémorative relatant l’événement est scellée sur le mur du cimetière.
Paul Moreau : habitant de Criel-sur-Mer né à Waziers le 24 novembre 1920, instituteur à Eu, s'engage dans le réseau de résistance « Agir » en juillet 1942. En 1943, il dépose un engin explosif dans un cinéma de la ville d'Eu fréquenté uniquement par les troupes d'occupation. Il est arrêté le 22 avril 1943, interné à Abbeville, puis à Amiens, il est condamné à mort et fusillé le 2 août 1943 à la citadelle d'Amiens.
Avec Le Tréport, Honfleur, le Crotoy et Dieppe, Criel est l'une des plages les plus proches de Paris, facilement accessible par le chemin de fer dans les années 1950. Criel-plage devient alors une station familiale, autour de laquelle commencent à se construire de nombreuses résidences secondaires.
Le circuit de Dieppe sur lequel se sont courus quatre Grands prix de l'ACF passait par Criel-sur-Mer.
Entre 1950 et 1972, Criel voit se développer une véritable industrie autour de l'exploitation des galets, destinés soit à l'industrie pharmaceutique, soit à être broyés.

## Politique et administration

### Rattachements administratifs et électoraux

#### Rattachements administratifs
La commune se trouve dans l'arrondissement de Dieppe du département de la Seine-Maritime.
Après avoir été de 1793 à 1801 le chef-lieu d'un éphémère canton de Criel, elle faisait partie depuis 1801 du canton d'Eu. Dans le cadre du redécoupage cantonal de 2014 en France, cette circonscription administrative territoriale a disparu, et le canton n'est plus qu'une circonscription électorale.

#### Rattachements électoraux
Pour les élections départementales, la commune fait partie depuis 2014 d'un nouveau  canton d'Eu porté de 22 à 40 communes.
Pour l'élection des députés, elle fait partie de la sixième circonscription de la Seine-Maritime.

### Intercommunalité
Criel-sur-Mer était membre de la petite communauté de communes d'Yères et Plateaux, un établissement public de coopération intercommunale (EPCI) à fiscalité propre créé en 2003 et auquel la commune avait transféré un certain nombre de ses compétences, dans les conditions déterminées par le code général des collectivités territoriales.
Dans le cadre des dispositions de la loi portant nouvelle organisation territoriale de la République du 7 août 2015, qui prévoit que les établissements publics de coopération intercommunale (EPCI) à fiscalité propre doivent avoir un minimum de 15 000 habitants, cette intercommunalité a fusionné avec ses voisines pour former, le 1er janvier 2017, la communauté de communes des Villes Sœurs dont est désormais membre la commune.

### Liste des maires
| Période                                  | Période                     | Identité                   | Étiquette | Qualité |
| ---------------------------------------- | --------------------------- | -------------------------- | --------- | --- |
| Les données manquantes sont à compléter. |                             |                            |           | |
|                                          |                             |                            |           | |
| 1940                                     |                             | Delaporte                  |           | |
|                                          |                             |                            |           | |
| 1945                                     | mars 1965                   | Louis Delaporte            | CNIP      | Député (1958-1962) |
| mars 1965                                | 1970                        | Firmin Bagnier Le Chartier |           | |
| 1970                                     | mars 1983                   | Marcel Guérin              |           | |
| mars 1983                                | juin 1995                   | Jean Lesca                 |           | Ingénieur des travaux publics retraité |
| juin 1995                                | mars 2001                   | Jean-Pierre Lannel         |           | |
| mars 2001                                | mars 2014                   | Jean Mauger                | DVG       | Pharmacien |
| mars 2014,                               | En cours (au 1er juin 2023) | Alain Trouessin            | SE-DVG    | Ancien ingénieur de la centrale de Penly Vice-président de la CC d'Yères et Plateaux (2014 → 2016) Vice-président de la CC des Villes Sœurs (2017 → 2020) Réélu pour le mandat 2020-2026, |

## Équipements et services publics

### Enseignement
Depuis 2023, les enfants de la commune sont scolarisés avec ceux de Saint-Martin-le-Gaillard, Touffreville et Canehan  dans le cadre d'un regroupement pédagogique concentré aménagé dans le groupe scolaire criellois. L’Écol’Yères accueille alors 176 élèves à son ouverture

## Population et société

### Démographie
L'évolution du nombre d'habitants est connue à travers les recensements de la population effectués dans la commune depuis 1793. Pour les communes de moins de 10 000 habitants, une enquête de recensement portant sur toute la population est réalisée tous les cinq ans, les populations de référence des années intermédiaires étant quant à elles estimées par interpolation ou extrapolation. Pour la commune, le premier recensement exhaustif entrant dans le cadre du nouveau dispositif a été réalisé en 2004.

En 2022, la commune comptait 2 592 habitants, en évolution de −4,14 % par rapport à 2016 (Seine-Maritime : +0,35 %, France hors Mayotte : +2,11 %).
| 1793  | 1800  | 1806  | 1821  | 1831  | 1836  | 1841  | 1846  | 1851  |
| ----- | ----- | ----- | ----- | ----- | ----- | ----- | ----- | ----- |
| 1 350 | 1 256 | 1 210 | 1 201 | 1 295 | 1 228 | 1 268 | 1 273 | 1 276 |

| 1856  | 1861  | 1866  | 1872  | 1876  | 1881  | 1886  | 1891 | 1896 |
| ----- | ----- | ----- | ----- | ----- | ----- | ----- | ---- | ---- |
| 1 295 | 1 268 | 1 277 | 1 143 | 1 158 | 1 150 | 1 051 | 983  | 975  |

| 1901 | 1906  | 1911  | 1921  | 1926  | 1931  | 1936  | 1946  | 1954  |
| ---- | ----- | ----- | ----- | ----- | ----- | ----- | ----- | ----- |
| 969  | 1 012 | 1 067 | 1 059 | 1 080 | 1 238 | 1 289 | 1 280 | 1 428 |

| 1962  | 1968  | 1975  | 1982  | 1990  | 1999  | 2004  | 2006  | 2009  |
| ----- | ----- | ----- | ----- | ----- | ----- | ----- | ----- | ----- |
| 1 769 | 1 927 | 2 108 | 2 155 | 2 452 | 2 670 | 2 779 | 2 760 | 2 707 |

| 2014  | 2019  | 2022  | - | - | - | - | - | - |
| ----- | ----- | ----- | - | - | - | - | - | - |
| 2 729 | 2 630 | 2 592 | - | - | - | - | - | - |

## Culture locale et patrimoine

### Lieux et monuments

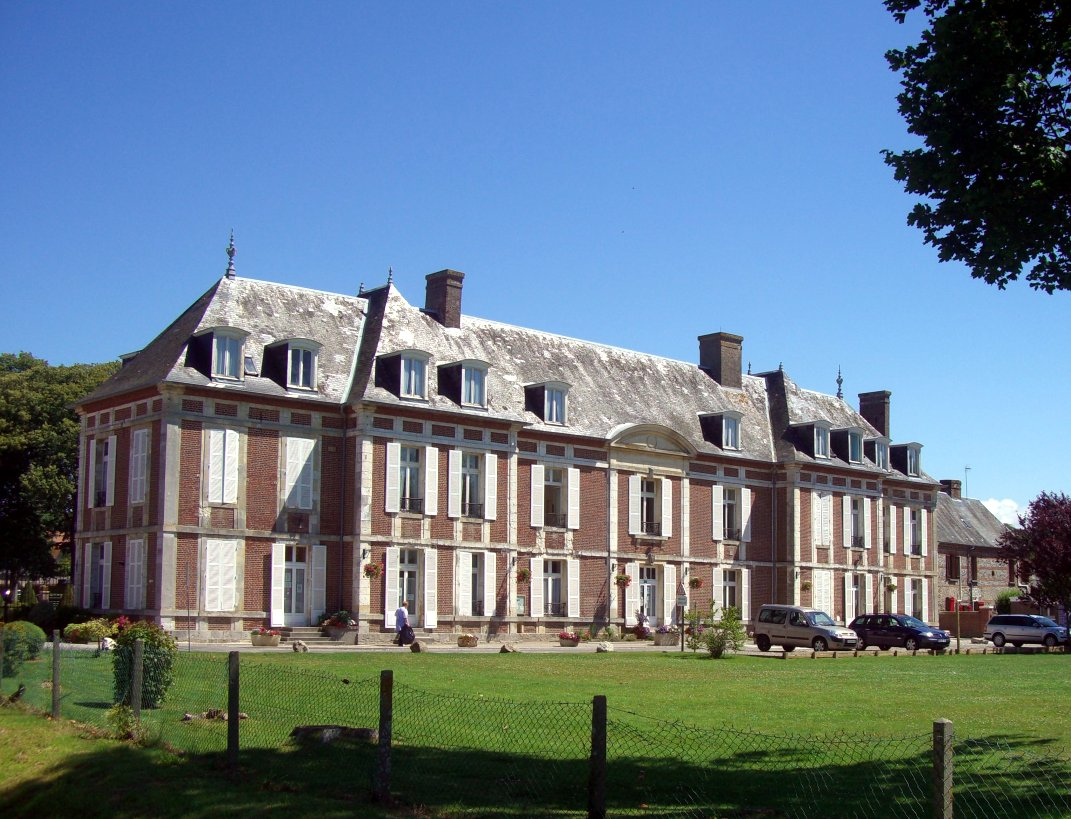
Le château de Chantereine.

- Le manoir de Briançon, dont la Grande Mademoiselle fit l'acquisition en 1695 pour en faire une école de jeunes filles. Remanié, puis transformé en hospice jusqu'en 1955, il a été restauré à la fin du XXe siècle et héberge la mairie ainsi que des expositions temporaires[39].
- Le château de Chantereine, centre d'hébergement qui peut accueillir jusqu'à 255 personnes. Il a été construit au XVe siècle. Il a été racheté par la commune de Criel-sur-Mer en 1930.
- L'église Saint-Aubin.
- Le monument aux morts inauguré en 1921[40].
- Les villas XIXe siècle de Mesnil-Val.
- La vallée de l'Yères.
- Les falaises : Criel-sur-Mer possède, avec ses falaises qui s'élèvent à 109 m, les plus hautes falaises de craie d'Europe.

### Personnalités liées à la commune
- Louis Delaporte (1896-1985), député de la Seine-Maritime de 1958 à 1962, né à Criel-sur-Mer[41].

### Héraldique
| Blason de Criel-sur-Mer | Blason  | D'argent à trois canettes mal ordonnées de gueules |
| Blason de Criel-sur-Mer | Détails | Le statut officiel du blason reste à déterminer.   |

## Pour approfondir